# 金云母
金云母（英語：Phlogopite），晶体属单斜晶系的頁硅酸盐矿物，作為黑雲母固溶體系列鎂的端元礦物。其化學式化学式为KMg3(AlSi3O10)(OH)2，當Mg被Fe2+取代則會成為鐵雲母，隨著鐵離子的含量越高顏色也會偏黑褐色，金云母成分中的铁如果不算多的话，可以作为电绝缘材料，因而有着非常重要的作用。另外1998年國際礦物學協會決定重新定義金雲母的化學式以OH結尾，當OH被F取代的話則會成為氟金雲母（英語：Fluorophlogopite）。
目前記錄最大的金雲母單晶發現於加拿大安大略省的Lacey礦區，經測量大小約為10×4.3×4.3m³重達330公噸，在俄羅斯卡累利阿地區也有發現大小相近的晶體。

## 名稱
金云母的英文名「Phlogopite」由德國的礦物學家奧古斯特·布賴特豪普特（August Breithaupt）命名，來源自古希臘文「(phlogopos)」，意思為「如火似的」。